# لوان سانتوس
لوان بيريرا دوس سانتوس، لاعب كرة قدم برازيلي .
لعب سابقاً في نادي حتا ونادي الحمرية .